# Rubus boliviensis
Rubus boliviensis là loài thực vật có hoa trong họ Hoa hồng. Loài này được Focke miêu tả khoa học đầu tiên năm 1874.